# Tegenpaus Honorius II
Honorius II, eigenlijk Pietro Cadalus († 1072) was tegenpaus van 28 oktober 1061 tot aan zijn dood.
Cadalus stamde uit een adellijke familie uit Verona. Tijdens de regering van keizer Hendrik III van het Heilige Roomse Rijk was hij diens kanselier. Later werd hij benoemd tot bisschop van Parma.
Toen paus Nicolaas II op 27 juli 1061 overleed, zorgde de hervormingsgezinde partij van aartsdiaken Hildebrand van Sovana ervoor dat de hervormingsgezinde Anselmo da Baggio, afkomstig uit de Milanese adel, tot paus gekozen werd. Anselmo nam de naam Alexander II aan. Hildebrand liet echter na de instemming van keizer Hendrik IV te vragen. Deze benoemde daarop Cadalus tot paus. Cadalus nam de naam Honorius II aan.
De inconsequente politiek van Agnes van Poitou, de weduwe van Hendrik III en voogd van Hendrik IV, leidde er echter toe dat Honorius tijdens zijn pontificaat nauwelijks politieke steun kreeg. Desondanks slaagde Honorius erin de stad Rome in te nemen. In 1062 vocht hij op de Synode van Augsburg de rechtmatigheid van Alexanders benoeming aan, maar de discussies die dit met zich meebracht leidden er uiteindelijk alleen maar toe dat de Duitse bisschoppen zich op de Synode van Mantua (1064) ondubbelzinnig achter Alexander schaarden en de ban over Honorius uitspraken. Feitelijk was daarmee het kerkelijk schisma voorbij.
Bij gebrek aan steun zag Honorius zich gedwongen Rome te verlaten en terug te keren naar Lombardije. Hoewel hij zichzelf tot aan zijn dood bleef beschouwen als de rechtmatige paus, kon hij geen kerkelijke of politieke invloed meer uitoefenen.